# كأس نيوزيلندا 1964
كأس نيوزيلندا 1964 (بالإنجليزية: 1964 Chatham Cup)‏ هو موسم من كأس نيوزيلندا. فاز فيه Three Kings United ‏.